# Alphonse Hurth
Alphonse, Ambroise Hurth, né le 8 décembre 1908 à Ingersheim, est un résistant employé municipal de la ville de Colmar resté en poste au sein de l'administration en Alsace annexée pendant la Seconde Guerre mondiale. Il est guillotiné le 5 mai 1944  à Bruchsal.

## Biographie
Alphonse Hurth travaille dans les bureaux des usines Herzog et Kiener puis il entre aux services municipaux de Colmar comme employé de bureau de recensement de la ville.
En 1934, il épouse Marguerite Schilinger née le 19 septembre 1912 à Wintzenheim. Il a quatre enfants,.
Après l'annexion de fait de l'Alsace, il entre en contact avec Eric Edenwald, Frédéric Hunsinger, René Hirlemann et Armand Walter qui travaillent dans la police Colmarienne.
Comme Eric Edenwald et Frédéric Hunsinger, il s'engage au sein du réseau Famille Martin des Forces Françaises Combattantes (FFC). Sa mission est de dérober des Kennkarten (« cartes d'identité ») vierges que remplit Émilie Edenwald. Eric Edenwald leur applique les tampons du service de police et Charles Baumann, employé de l'imprimerie Lorentz réalise les faux cachets. Au total il subtilise une cinquantaine de cartes.
Ainsi il participe aux filières d'évasion. Il est en contact avec d'autres mouvements de résistance comme ceux d'Eugène Hussmann, Jean-Jacques Rinck, Joseph Rey, Jean Metzger (le responsable du réseau Famille Martin pour Colmar), Robert Oberlin et Martin Busser.
En avril 1943 le groupe de résistants policiers est démantelé. Alphonse Hurth est arrêté le 20 avril 1943 à la mairie d'Ingersheim. Il est emprisonné à Colmar puis le 28 au camp de sûreté de Vorbruck-Schirmeck. Le 2 janvier 1944 il est transféré à la prison de la rue du Fil à Strasbourg. Le 3 mai 1944 il est envoyé à la prison de Fribourg-en-Brisgau où il est jugé le 9 mai 1944 par le Volksgerichtshof (tribunal du peuple) qui le condamne à mort « pour haute trahison et intelligence avec l'ennemi ». Face aux accusations des juges, il répond : « Je suis français ». Il est déporté à Stuttgart puis à Bruchsal.
Il est guillotiné le 22 septembre 1944. Son corps est transporté à l'université de Heidelberg où les troupes américaines le trouve parmi d'autres corps. Il est incinéré et la Croix-Rouge française rapatrie son urne funéraire à Ingersheim. Il est inhumé le 1er novembre 1948 lors d'une cérémonie en présence de la population.

## Reconnaissance
Il est reconnu « mort pour la France » et « déporté résistant »,.

## Distinctions
- Chevalier de la Légion d'honneur à titre posthume le 6 juin 1946 avec la citation suivante :

« Magnifique Alsacien qui a mis au service de son admirable patriotisme, une énergie, une intelligence et un courage exceptionnels. N'a cessé de servir la France sauvant un grand nombre de ses compatriotes des mains de la Gestapo, recueillant et transmettant des renseignements précieux.
A été l'honneur de la Police de Colmar. Arrêté le 20 avril 1943, a été condamné à mort par l'ennemi et est tombé pour la France comme le plus beau des soldats. »

- Croix de guerre 1939–1945, palme de bronze à titre posthume[2].
- Médaille de la Résistance française par décret du 15 juin 1946[8].
- Médaille de la déportation pour faits de Résistance de par son statut de « déporté résistant »[7].

## Reconnaissance
- Nommé sous-lieutenant des Forces Françaises Combattantes (FFC) à titre posthume[1].
- Une plaque commémorative à l'Hôtel de Police de Colmar.
- Son nom sur le monument au morts de la commune Ingersheim[9].